# Спрінг-Гарден Тауншип (округ Йорк, Пенсільванія)
Спрінг-Гарден Тауншип (англ. Spring Garden Township) — селище (англ. township) в США, в окрузі Йорк штату Пенсільванія. Населення — 13 683 особи (2020).

## Демографія
Згідно з переписом 2010 року, у селищі мешкало 12 578 осіб у 4302 домогосподарствах у складі 3062 родин. Було 4529 помешкань
Расовий склад населення:
| - 91,8 % — білих - 3,8 % — чорних або афроамериканців - 1,7 % — азіатів - 0,2 % — корінних американців - 1,0 % — осіб інших рас |

До двох чи більше рас належало 1,5 %. Частка іспаномовних становила 3,5 % від усіх жителів.
За віковим діапазоном населення розподілялося таким чином: 18,9 % — особи молодші 18 років, 64,4 % — особи у віці 18—64 років, 16,7 % — особи у віці 65 років та старші. Медіана віку мешканця становила 38,8 року. На 100 осіб жіночої статі у селищі припадало 94,1 чоловіків;  на 100 жінок у віці від 18 років та старших — 91,8 чоловіків також старших 18 років.
Середній дохід на одне домашнє господарство  становив 105 127 доларів США (медіана — 73 072), а середній дохід на одну сім'ю — 119 304 долари (медіана — 86 214). Медіана доходів становила 59 139 доларів для чоловіків та 42 117 доларів для жінок. За межею бідності перебувало 4,3 % осіб, у тому числі 3,3 % дітей у віці до 18 років та 1,1 % осіб у віці 65 років та старших.
Цивільне працевлаштоване населення становило 6252 особи. Основні галузі зайнятості: освіта, охорона здоров'я та соціальна допомога — 28,9 %, виробництво — 13,1 %, роздрібна торгівля — 12,4 %.